# Hinewaia embolica
Genre
Espèce
Hinewaia embolica, unique représentant du genre Hinewaia, est une espèce d'araignées aranéomorphes de la famille des Salticidae.

## Distribution
Cette espèce est endémique de Nouvelle-Zélande.

## Description
La carapace du mâle holotype mesure 2,02 mm de long et l'abdomen 2,08 mm et la carapace de la femelle paratype mesure 1,61 mm de long et l'abdomen 2,13 mm.

## Publication originale
- Zabka & Pollard, 2002 : Hinewaia, a new genus of Salticidae (Arachnida: Araneae) from New Zealand. Annales Zoologici Warszawa, vol. 52, no 4, p. 597-600 (texte intégral).